# Partie polityczne w Japonii
Japonia od czasów II wojny światowej jest państwem demokratycznym z przejrzystym i wolnym systemem wyborczym. Dominującą partią od 1955 roku jest Partia Liberalno-Demokratyczna (Jimin-tō).

## Partie reprezentowane w parlamencie
(Stan na wrzesień 2020 roku)
- Jiyū Minshu-tō (自由民主党) w skrócie Jimin-tō (自民党), ang. Liberal Democratic Party, pol. Partia Liberalno-Demokratyczna. Największa partia polityczna Japonii. Założona w 1955 roku.

- Rikken Minshu-tō (立憲民主党), ang. Constitutional Democratic Party of Japan, pol. Konstytucyjna Partia Demokratyczna

- Kokumin Minshu-tō (国民民主党), ang. Democratic Party for the People, pol. Ludowa Partia Demokratyczna. Utworzona w 2018 roku poprzez połączenie: Minshin-tō (民進党), ang. Democratic Party, pol. Partia Demokratyczna oraz Kibō no Tō (希望の党), ang. Party of Hope, pol. Partia Nadziei

- Kōmei-tō, ang. Clean Government Party, pol. Partia Czystych Rządów. Założona w 1964 roku, związana ze stowarzyszeniem buddyjskim Sōka Gakkai

- Nihon Kyōsan-tō (日本共産党), ang. Japanese Communist Party, pol. Japońska Partia Komunistyczna. Opowiada się za wycofaniem wojsk amerykańskich z terytorium Japonii. Założona w 1922 roku.

- Nippon Ishin no Kai (日本維新の会), ang. Nippon Ishin lub Japan Innovation Party, pol. Partia Innowacji. Powstała w 2015 roku jako Ōsaka Ishin no Kai (おおさか維新の会維新の会), ang. Initiatives from Osaka. Nazwa została zmieniona w 2016 roku.

- Shakai Minshu-tō (社会民主党) w skrócie Shamin-tō (社民党), ang. Social Democratic Party, pol. Socjaldemokratyczna Partia Japonii. Założona w 1996 roku. Uprzednio lewicowa (w latach 1945–1996) Nippon Shakai-tō lub Nihon Shakai-tō (日本社会党), ang. Japan Socialist Party, pol. Japońska Partia Socjalistyczna.

- NHK kara Kokumin wo Mamoru Tō (NHKから国民を守る党), ang. The Party to Protect the People from NHK, pol. Partia na rzecz Ochrony Ludzi przed NHK. Powstała w 2013 roku.

- Reiwa Shinsengumi (れいわ新選組) założona w 2019 roku. Klasyfikowana od postępowej do lewicowego populizmu.

- Hekisui-kai (碧水会), dosł. Stowarzyszenie Niebieskiej/Zielonej Wody (brak oficjalnej nazwy w języku angielskim)[a], frakcja (dwuosobowa grupa polityczna) w Izbie Radców.

- Okinawa Shakai Taishū-tō (沖縄社会大衆党), ang. Okinawa Social Mass Party, w skrócie Shadai-tō (社大党). Partia socjal-demokratyczna o charakterze lokalnym (Okinawa). Klub parlamentarny w izbie wyższej o nazwie Okinawa no Kaze (沖縄の風), ang. Okinawa Whirlwind.

- Kibō no Tō (希望の党), dosł. Partia Nadziei, ang. Party of Hope. Partia konserwatywna, założona w 2017 roku.

Posłowie tworzą zwyczajowo grupy polityczne w oparciu o ich partie polityczne. Nazwy klubów i frakcji zmieniają się w zależności od tworzonych struktur.

### Oficjalne strony partii
- Jimin-tō (jap.)
- Jimin-tō (ang.)
- Rikken Minshu-tō (jap.)
- Rikken Minshu-tō (ang.)
- Kōmei-tō (jap.)
- Kōmei-tō (ang.)
- Nippon Ishi no Kai (jap.)
- Shakai Minshu-tō (jap.)
- NHK kara Kokumin wo Mamoru Tō (jap.)
- Reiwa Shinsengumi (jap.)
- Okinawa Shakai Taishū-tō (jap.)
- Kibō no Tō (jap.)